# Der Einsatz
Der Einsatz (Originaltitel The Recruit) ist ein US-amerikanischer Action-Thriller, der als Film 2003 unter der Regie von Roger Donaldson entstand.

## Handlung
Der junge James Douglas Clayton ist auf der Suche nach Informationen über seinen Vater, der in Peru bei einem Flugzeugabsturz ums Leben gekommen ist. Kurz nach seinem Abschluss an einer Spitzenuniversität wird er durch den CIA-Scout Walter Burke, der angeblich Claytons Vater kannte, für die Agency angeworben. Auf der „Farm“, einem Ausbildungs- und Trainingsgelände, trifft Clayton auf weitere Anwärter – unter ihnen die attraktive Layla Moore.
Nach einem harten Training und diversen Eignungstests, wobei er sich durch seine Zuneigung zu Layla manipulieren lässt, wird er als untauglich entlassen, nur um kurze Zeit später durch Burke als verdeckter Ermittler (engl. Non-official cover, NOC) erneut rekrutiert zu werden.
Sein erster Auftrag besteht darin, einen Maulwurf in den eigenen Reihen ausfindig zu machen, der versucht, ein Computer-Virus aus dem Hauptquartier in Langley zu entwenden. Laut Burke wird Layla verdächtigt, dieser Maulwurf zu sein. Clayton soll nun Kontakt zu ihr aufnehmen und herausfinden, welche Informationen sie bereits besitzt. Clayton wird der Liebhaber von Layla. Bei seinen Nachforschungen findet er heraus, dass Layla das Virus in kleinen Stücken auf einem USB-Stick aus dem Hauptquartier schmuggelt.
Er stellt daraufhin Layla zur Rede und findet heraus, dass sie einen offiziellen Auftrag hatte, die Software aus dem Hauptquartier zu stehlen, um die dortigen Sicherheitsmaßnahmen zu bewerten. Als er Burke damit konfrontiert, greift dieser ihn an. Clayton kann in ein verlassenes Lagerhaus flüchten, wo Burke ihm detailreich erzählt, wie er die CIA verraten will, um mit dem Verkauf der Software drei Millionen US-Dollar zu verdienen.
Clayton gelingt es, mit seinem Laptop einen Webcast vorzutäuschen, der Burkes Rede nach Langley überträgt. Als Clayton, verfolgt von Burke, aus dem Lagerhaus flieht, erwartet die beiden dort eine Gruppe von CIA-Agenten und schwerbewaffneten Soldaten. Burke – im Glauben, sein Verrat sei aufgeflogen – hält eine Rede, in der er seinen Verrat rechtfertigt. Zu spät merkt er, dass die Agenten eigentlich wegen Clayton zum Lagerhaus kamen und der Webcast nur ein Trick war. Nun, da er sich selbst belastet hat, zieht er seine Waffe, die jedoch keine Munition mehr hat, und stirbt den gewünschten Suicide by cops im Kugelhagel.
Am Ende wird die Wand der toten CIA-Agenten gezeigt, wo der Stern eines namenlosen Agenten mit dem Sterbejahr von Claytons Vater zu sehen ist. Das weist darauf hin, dass Burke nicht gelogen hat und James’ Vater wirklich bei der CIA war.

## Kritiken
Die Kritikensammlung Rotten Tomatoes verzeichnet 43 % positive Kritiken auf der Grundlage von 166 professionellen Kritiken und fasst zusammen: „Dieser polierte Thriller fasziniert, bis er eine Wendung zu viel ins Vorhersagbare nimmt.“
Die Video-Woche schrieb 2004, als der Film in Deutschland in die Kinos kam: „Nichts ist, wie es scheint, in diesem intelligenten Thriller von Roger Donaldson (‚Thirteen Days‘), der wohlige Erinnerungen an ähnlich gelagerte Genre-Klassiker wie ‚Die drei Tage des Condor‘ oder ‚Zeuge einer Verschwörung‘ weckt. Handwerklich perfekt umgesetzt, lebt dieses raffinierte Katz-und-Maus-Spiel vom exzellenten Spiel seiner beiden Hauptdarsteller Al Pacino und Colin Farrell. Für die optischen Reize sorgt Bridget Moynahan (‚Coyote Ugly‘) – diesmal als Heldin mit Hirn. Ein sicherer Tipp im Hochspannungs-Genre.“
Rüdiger Suchsland kritisierte für den Bayerischen Rundfunk online: „Das CIA-Bild, das der Film zeichnet, ist sträflich naiv, man bekommt nicht nur politische Werte und ein arg einseitiges CIA-Image eingetrichtert, es wird auch nahegelegt, die im Kern zynische Sichtweise des Ausbilders Walter zu teilen: Ein paar Bomben, ein paar zivile Opfer – was macht das schon? So ist ‚Der Einsatz‘ ein Film, der die Chance verschenkt, im Stile alter Graham-Greene- oder John-le-Carré-Verfilmungen hinter die offiziellen Masken der Geheimdienste zu blicken und uns etwas über jene Menschen zu erzählen, die ihr Leben für das riskieren, was sie für ihre patriotische Pflicht halten. Leidlich unterhalten wird man immerhin trotzdem.“
Im Lexikon des internationalen Films steht zu lesen: „Makelloser Thriller, dessen permanente Wendungen auf Dauer allerdings ermüden, wogegen selbst die souverän agierenden Hauptdarsteller wenig auszurichten vermögen.“

## Ausstrahlung in Deutschland
In Deutschland lief die Free-TV-Premiere am 23. April 2006 auf ProSieben. Diese verfolgten insgesamt 3,9 Millionen Zuschauer bei 11,6 Prozent Marktanteil, in der werberelevanten Zielgruppe waren es 20,2 Prozent Marktanteil durch 2,94 Millionen Zuschauer.

## Auszeichnungen
Colin Farrell wurde für seine schauspielerische Leistung sowohl 2003 für einen Teen Choice Award als auch 2004 für einen MTV Movie Award in der Kategorie Bester Newcomer nominiert.
Die Deutsche Film- und Medienbewertung (FBW) in Wiesbaden verlieh dem Film das Prädikat „wertvoll“.

## Wissenswertes
- Die Ausschnitte zu Filmbeginn, die James Douglas Clayton zusammen mit seinem Vater zeigen, sind private Bilder aus Colin Farrells Kindheit.
- Der Anmachspruch („Ich komme grad aus dem Bau, und da ist für mich nur eine Sache wichtig.“) in der Bar während des Trainings basiert auf einem Erlebnis Farrells, der behauptet, mit demselben Spruch schon Erfolg gehabt zu haben.
- Im gesamten Film werden Anspielungen auf den Schriftsteller Kurt Vonnegut und sein Werk gemacht. Angefangen beim Namen des Computervirus bis hin zur Szene im Café, in der Clayton Vonneguts Buch Slaughterhouse Five liest.
- In einer Szene nennt der von Farrell gespielte Clayton einen der Auszubildenden wegen dessen Herkunft aus Miami Sonny Crockett. Drei Jahre später übernahm Farrell die Rolle des Sonny Crockett im Film Miami Vice.